# Tétrachloroaluminate d'argent
Le tétrachloroaluminate d'argent est un composé d'argent, d'aluminium et de chlore.